# Skuhala
Skuhala je priimek več znanih Slovencev:
- Ivan Skuhala (1847—1903), teolog in prevajalec
- Peter Skuhala (1847—1913), duhovnik, pesnik in prevajalec
- Vekoslav Skuhala (1895—1966), duhovnik, nabožni pesnik in pisatelj